# Enrique Simón Pérez
Enrique Simón Pérez (28 de octubre de 1863 - 14 de noviembre de 1946) fue un abogado y político argentino, que se desempeñó como ministro de Hacienda de Roque Sáenz Peña y de José Félix Uriburu. Además, fue el fundador del pueblo de González Catán, que nombró en honor a su suegro Mauricio Eustaquio Mateo González Catán.

## Biografía
Enrique Simón Pérez nació el 28 de octubre de 1863 en Buenos Aires en el seno de una familia con antecedentes tanto franceses como españoles. Su abuelo, aunque de apellido netamente español, era un inmigrante francés de La Gironda que llegó al Río de la Plata alrededor de 1830 y se dedicó al comercio. Sus padres, Juan Francisco Enrique Pérez, hacendado, y Micaela Lacombe, establecieron su hogar en la calle Independencia 129, según consta en su acta de bautismo. Sin embargo, el primer censo nacional de 1869 registra al pequeño Enrique, de cinco años, en la estancia familiar en Chascomús.

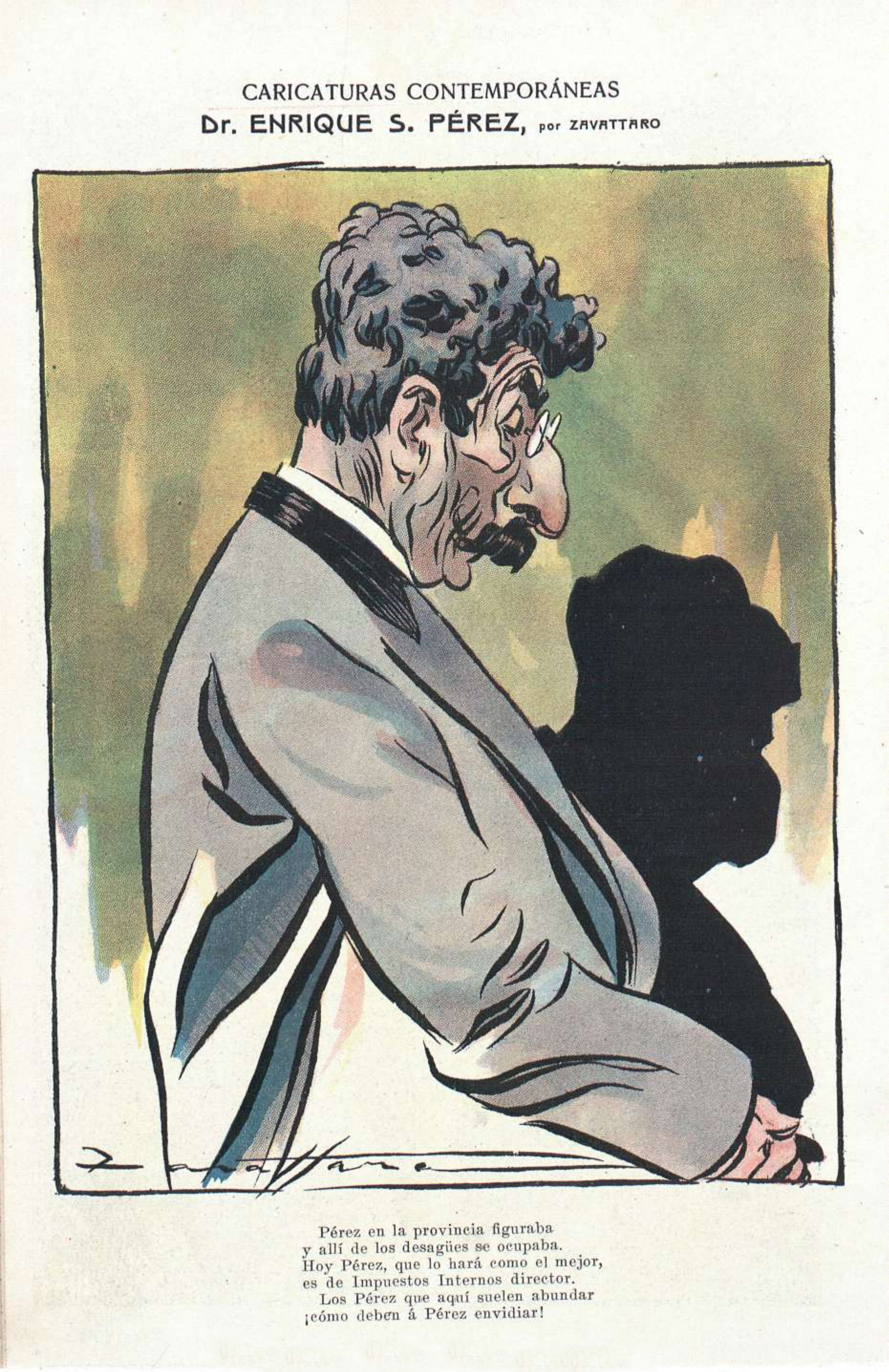
Retratado por Zavattaro en la revista Caras y Caretas (1911)

Pérez siguió un recorrido educativo típico para los jóvenes porteños de familias acomodadas de su tiempo. Primero asistió al Colegio San José y luego al prestigioso Colegio Nacional de Buenos Aires, donde estudió entre 1876 y 1881. Más adelante, continuó sus estudios en la Facultad de Derecho, de la que se graduó en 1886 como Doctor en Jurisprudencia tras defender su tesis titulada Los indicios como prueba en materia criminal, la cual todavía puede encontrarse en la biblioteca de la facultad. En su juventud, Enrique Simón Pérez no solo se interesó por el derecho, sino también por la poesía y la literatura. En 1882, fundó la revista El estudiante junto a otros jóvenes destacados de la época como Osvaldo Magnasco, Ernesto Quesada, Diego Fernández Spiro, José Manuel Eizaguirre y Mariano de Vedia. Además de la poesía, sus intereses incluían la historia, la astronomía, la música y, de manera destacada, la economía y las finanzas.
Enrique S. Pérez asumió al cargo de ministro de hacienda luego del golpe de Estado, reemplazando el ministro Enrique Pérez Colman. 
Él ocupó numerosos cargos públicos a lo largo de su vida, entre los cuales se destacan los de diputado nacional y administrador general de Impuestos Internos y de Ferrocarriles del Estado; además, formó parte de la comisión directiva de la Sociedad Rural Argentina, fue director del Banco de la Nación Argentina y presidente del Banco Hipotecario Nacional.